# Петрушково
Петрушково — село в Шаблыкинском районе Орловской области, входит в Косулическое сельское поселение.

## География
Расположено на реке Водоча в 1 км к юго-востоку от села Косуличи, в 8 км к западу от Шаблыкино и в 68 км от Орла. К югу от села находится пруд Петрушковский 744-го рыбопромыслового участка.
На севере вблизи села проходит тупиковая автодорога Шаблыкино — Косуличи — Сомово.

## История
В 1694 году московский дворянин Иван Афанасьевич Веревкин выменял своё поместье на поместье С. К. Веревкина в селе Петрушково.

## Население
| 2002 | 2010 |
| ---- | ---- |
| 100  | ↘61  |